# Johannes Witte de Hese
Johannes Witte de Hese (14e-15e eeuw) ofwel Jan Voet ofwel Joannes Heseus was een priester uit het bisdom Utrecht. Hij schreef het imaginaire reisverhaal Itinerarius over het Midden-Oosten en het Verre Oosten, op zoek naar het Aards Paradijs. Zowel het reisverhaal als, in het algemeen, het literair thema waren populair in de 15e-16e eeuw.

## Levensloop
Over zijn leven is niets bekend. Hij was een priester uit het bisdom Utrecht en was mogelijks afkomstig uit Maastricht.

## Itinerarius
Witte schreef in het Latijn. De volledige titel van zijn werk is Itinerarius Joannis de Hese, presbiteri, a Hierusalem describens dispositiones terrarum, insularum, montium et aquarum ac etiam quedam mirabilia et pericula per diversas partes mundi contingentia lucidissime enarrans. De vertaling van de titel luidt: Reisverhaal van priester Johannes de Hese, die beschrijft vanuit Jeruzalem de situaties van landen, eilanden, bergen, rivieren en die zeer helder enige wonderen en gevaren vertelt op (doorreis door) diverse continenten van de wereld. 
Witte begint zijn reisverhaal in Jeruzalem, waarna hij het Heilig Land bezoekt. Vandaar reist hij via de Jordaan naar de Rode Zee en Egypte. In Egypte bezoekt hij Sinaïkloosters en plekken verbonden met de jeugd van Jezus. Vandaar trok Witte op de Middellandse Zee vanaf de haven van Damietta. Hij voer naar Edessa. Zijn reis bracht hem in het Rijk van pape Jan, waarover de Middeleeuwers veel fantasie hadden. Witte werd gevangen genomen door soldaten van de Grote Khan (Latijn: Grandicanis). Zijn reisbeschrijvingen waren fantasievol: hij zag pygmeeën, vliegende vissen, eenhoorns, levende woestijnen en dergelijke. Witte maakte persoonlijk mirakels mee vanuit een christelijke devotie. In het Oosten zag hij de muren van het Aards Paradijs op de berg Edom. De muren ervan glommen door het mos en reikten hoog tot aan de hemel, als een onneembare burcht. Hij trof eveneens de toegang tot het Vagevuur aan. In het Oosten beschrijft Witte Amazonië (geen relatie met huidig Amazonegebied tenzij de Griekse oorsprong van de naam): hier zag hij een Insula Masculina (eiland met mannen) en daarnaast een Insula Feminina (eiland met vrouwen).
Zoals andere imaginaire reisverhalen in de Nederlanden, was de Itinerarius populair. Met de komst van de boekdrukkunst werd het werk herhaaldelijk gedrukt: in Keulen (1500), Deventer (1504) en Antwerpen (1565).

## Latere bewerkingen
Later voegden uitgevers beschrijvingen toe over de christelijke volkeren (Tractatus de decem nationibus Christianorum of ook Divisiones decem nationum totius Christianitatis) en brieven tussen paus Pius II en Johannes Soldanus ofwel lieten ze zelfs stukken weg uit de Itinerarius. Er volgden vertalingen vanuit het Latijn naar het Middelnederlands.